# Równanie różniczkowe niejednorodne
Równaniem różniczkowym niejednorodnym (liniowym) rzędu n nazywamy równanie różniczkowe postaci
{\displaystyle y'+P(x)y+Q(x)=0} dla stopnia pierwszego, lub ogólnie
{\displaystyle y^{(n)}+\sum _{i=1}^{n-1}P_{i}(x)y^{(i)}+P_{0}(x)y+Q(x)=0} dla stopnia {\displaystyle n\geqslant 2,}
w którym wyraz wolny {\displaystyle Q(x)\neq 0.} Dla {\displaystyle Q(x)\equiv 0.} powyższe równanie sprowadza się do równania jednorodnego.